# Seitan

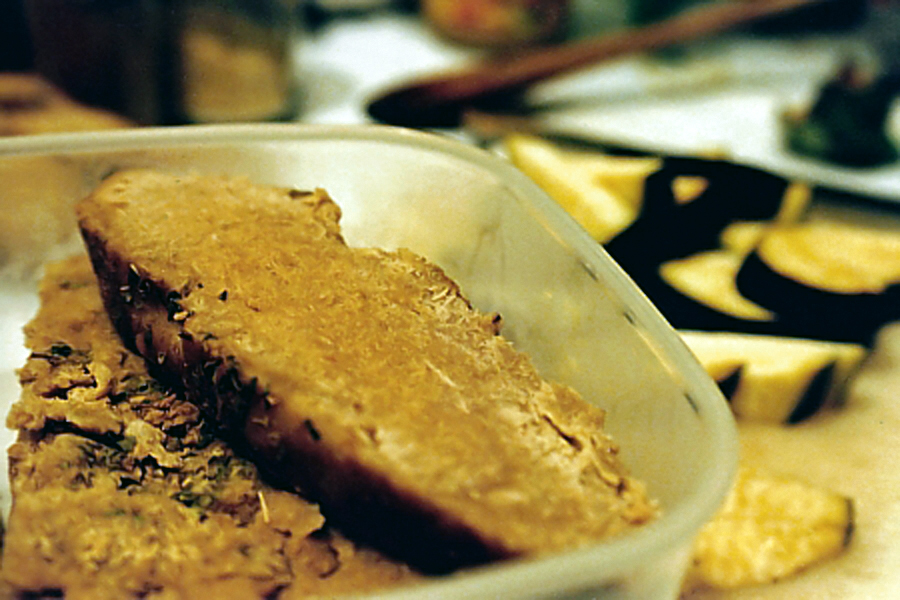
Seitan

O Predefinição:Japones, seitã, carne de glúten ou simplesmente glúten, como por vezes também é designado devido ao nome da proteína do cereal, é um alimento derivado de uma proteína de trigo chamada glúten. É um alimento da Antiguidade, tal como o tofu. Não está claro se a receita provém da Índia ou da China.
Este é um alimento facilmente encontrado em lojas de produtos naturais.
O seitan é produzido a partir da preparação da farinha de trigo.
Faz-se primeiro uma massa, como para o pão. Esta é depois lavada, num passador, com água corrente. Neste processo perde as gorduras e os carboidratos.
A massa lavada é então cozinhada com molho de soja (shoyu ou tamari) e ganha assim uma consistência dura. Fica um preparado fibroso, que deve ser bem cortado em fatias. É um produto rico em fibras e minerais.
Encontra-se à venda em lojas de produtos naturais. Geralmente o seu período de validade é de 2-3 semanas, no entanto pode congelar-se.

## Preparação caseira
Existem duas alternativas para preparar seitan caseiro: usando farinha de trigo integral ou usando farinha de glúten. A primeira farinha encontra-se em qualquer supermercado e é mais barata, mas o preço final do seitan é mais elevado. A segunda tem a vantagem de poupar muito tempo na preparação, de haver menos desperdícios (de farinha e água) e de tornar a sua confecção mais simples, mesmo para os menos experientes na cozinha.